# Time Stalkers
Time Stalkers är ett datorrollspel utvecklat av Climax Entertainment till Dreamcast. Spelet är en spin-off till Megadrive-spelet Landstalker.